# 악마학
악마학(惡魔學, 영어: demonology)은 신학(神學)이 신에 대한 학문이듯이, 악마/악령/악귀/마신(영어: demon, 프랑스어: demon, 독일어: Damon, 라틴어: daemon)에 관한 고찰, 설명, 분류, 그 외의 체계적 기술의 총칭이다. 악마학, 귀신학, 귀신론이라고도 한다.
미국의 중세사가 롯셀 호프 로빈즈는, 저서 「악마학 대전」에서 악마학은 악마에 대한 연구라 정의했지만, 특히 16-17세기의 유럽에서 악령과 마녀의 소행에 대해 저술한 신학자나 법률가를 악마학자(또는 마녀학자)라고 불러, 주로 요술(Witchcraft)의 문제에 관한 언설이나 이론으로서의 악마학에 도착해 취급했다. 영국의 미술역사가 후렛드 게팅즈는 저서 「악마의 사전」에서 악마학을 오컬트의 1부문으로서 취급했다.

## 역사
여기에서는 주로 기독교·유대교·이슬람교에서의 악마의 관념의 계보를 더듬으면서, 그것들로부터 형성된 유럽의 악마학의 역사에 대해 취급한다. 각각의 종교에 연면과 「악마」를 연구하는 학문이 있는 것은 아니고, 다양한 시대, 지역의 각각의 신학, 혹은 개인에 있어 악마에 관한 다양한 문헌·자료가 짜졌지만, 유럽에서는 신비학 발흥의 과정에서 그러한 기술을 기초로 악마에 관한 연구 장르가 형성되었다. 일반적으로 이미지 되는 악마학은 근대 신비학(특히A. E. 웨이트)에 주장된 전통에 근거한다고 여겨지는 그리모어(마법서라는 뜻) 등의 문헌에 근거하는 실천이나 그 기술 내용에 달려 있다고 생각되지만, 이것들 그리모어나 근대 신비학은 반드시, 유대교나 크리스트교의(악마에 관한) 문헌에 대부분이 기초한다. 
사실상 인류의 모든 성서의 지대한 영향을 주고, 주고 있다는 것은 무시할 수 없기 때문이다. 
일신교든 다신교든 초자연적 존재로서의 「데몬」 내지 그 어원인 그리스어의 「다이몬」(δαίμων, daimōn)에 관한 체계적인 기술은, 크리스트교 이전의 고대 그리스·로마 세계에 벌써 볼 수 있다(아풀레이우스 「황금 당나귀」나 신플라톤주의의 문헌 등). 그러나, 근대의 악마학에서는, 악마에 관한 체계적인 기술이나 관념은 조로아스터교에 유래하는 곳이 크다. 바빌론 유수 후, 유태교도에 의해서 편집된 구승 전승집 미슈나(후에 탈무드에 더해진다)에 구약 성서의 이교의 신들(시디무)이 악마로서 다시 파악해서 수록되었다.
이렇게 해 성립한 미슈나와는 다른 흘러 나와 그리스어역 구약 성서인 칠십인역에서 성서의 시디무(이교의 신들, 재앙의 신)나 세이림(산양이나 사테로스와 같이 털이 많은 정령)은 다이몬이라고 번역되었다. 그 때문에, 크리스트교가 로마에서 전개했을 때, 전통적 다이몬과 크리스트교로 말하는 다이몬이 혼합한 것으로부터, 그리스 이래의 비주류적 신앙인 다이몬에 관한 기술은 비교적 그대로 크리스트교 신학의 초기에 있어 악마에 관한 자료가 되었다. 또 사탄은 원래 「적대자」를 의미하는 헤브라이어로, 칠십인역에서 그리스어로 「고발자, 중상자」를 의미하는 디아보로스라고 번역되어 영어의 데비르의 어원이 되었다. 사탄은 구약 성서에서는 인간을 고발해 벌을 주는 천사를 가리켜, 예언자의 옆에서 만났지만, 신약 성서에서는, 신에 적대하는 악마를 가리켜 헤브라이어의 사탄에 유래하는 사타나스라는 말이 사용되었다. 라틴어역 성서에서는 이 양자는 번역해 나누지 않고, 함께 사탄으로 여겨졌다. 원래는 상이 되는 개념인 데빌(악마)과 다이몬/데몬(악령)은 후에 혼동되어 호환적인 말이 되어, 동일시 되게 되었다). 그 위치설정은, 어디까지나 유일신인 알라의 피조물의 하나이며, 오늘날과 같은 감각에서는 악마라는 것보다 요괴의 이미지에 가깝다. 그러한 이스람권에서의 진에 관한 기술을 악마학으로서 분류하는 것도 가능할지도 모르지만, 어폐가 너무 크다. 그러나, 이슬람권으로의 진 없앰의 저주라는 제문화나 문헌은, 중동에서 유태교와도 자연스럽게 혼합해, 유태교내의 신비주의에 일정한 영향을 주었다.
그 후 르네상스에 들어가, 마르실리오 피치노가 신플라톤주의의 문헌이나 헤르메스 문서를 라틴어 번역해 서유럽 세계에 소개, 스스로도 다이몬 마술(신령 마술)이나 정기 마술을 연구해, 독자적인 이론을 수립했다. 피치노에 이어 트리테미우스의 「스테가노그라피아」나 하인리히 코르네리우스 아그립파의 「오칼트 철학」, 파라셀수스의 「요정의 책」 등이 발표되어 크리스트교에서의 악마나 정령에 대한 이론이 구축되어 갔다. 그리모어는 상당한 부분은 유태인의 신비주의적 전통으로부터 태어난 것이지만, 번역이나 해석의 과정에서 오해나 확대 해석, 완전히 무관계의 전통과의 동일시 등이 반복해져 정보량이 비대화했다. 그러나, 요즘 유럽에서는 「에노크서」자체는 잊혀져 그리모어와 「에노크서」자체는 별로 관계는 없다.
근세의 마녀 재판을 통해, 유럽에서의 악마의 해석은 독자적으로 발전해, 존 밀튼의 「실락원」 등을 거쳐 낭망주의의 시대에 난숙기를 맞이한다. 요즘, 프랑스에서는 코란 드 프란시가 저작 중에서 지금까지의 악마 학문헌에 근거해 다양한 악마를 소개해, 그 저작의 삽화에 그려진 악마의 이미지는 통속적인 악마학에 영향을 주었다.

## 악마학문헌
- 프세로스 「demon의 해 원 자리에 대해」(11 세기)
- 쟌 보단 「마녀의 악마광」(1580년)
- 니코라 레미 「악마 숭배」(1595년)
- 제임스 6세 「악마학」(1597년)
- 말틴 안토니오 델리오 「마술 논의」(1599년)
- 앙리 보게 「마녀론」(1602년)
- 프란체스코-마리아 그앗트 「 마녀 총람 」(1608년)
- 피에르 드 란크루 「나쁜 천사와 악마의 무절조 일람」(1612년)
- 르드비코 마리아 시니스트리 「악마간, 및 잉크 추녀와 스크브스에 대해」(1700년경)

## 참고 문헌
- 후렛드 게팅스 「악마의 사전」원저 1988년(국역 1992년, 오즈치사)
- 코린 윌슨 「오칼트」원저 1971년(국역 1985년, 히라카와 출판사)
- 미르체 엘리어드 편 「세계 종교 사전」

## 같이 보기
- 악마의 일람
- 악마빙 나무
- 악마 지불
- 악마의 계약서
- 가톨릭교회
- 코란
- 니콜라스 레미
- 아르후게르크트와 트베리의 안지히트 아줌마
- 더러워진 영혼